# Jean-Michel Saint-Ouen
Jean-Michel Saint-Ouen est un journaliste français qui a été chef de service des informations générales à L'Aurore puis rédacteur en chef au Quotidien de Paris (Groupe Quotidien) jusqu'à la fermeture de ce quotidien national en 1994. Jean-Michel Saint-Ouen se consacre depuis à la rédaction de livres, dont l'Almanach des Révoltes et des Révolutions, et au Conseil.

## Œuvres
- L'Alamanach des Révoltes et des Révolutions chez Méréal, 1995.
- Mémento pour une fin de siècle chez Méréal, 1998.
- L'Armée de l'air avec Jacques Patoz, préface de Jean-Claude Narcy, édition Méréal, 1999  (ISBN 2-84480-017-3).